# Schofields (warenhuis)
Schofields was een warenhuis dat van 1901 tot 1996 actief was aan The Headrow in de Engelse stad Leeds. Een groot deel van de 20e eeuw werd Schofields beschouwd als het hoogtepunt van winkelen in het stadscentrum van Leeds.

## Geschiedenis
Op zaterdag 4 mei 1901 richtte Snowden Schofield een winkel op als een "luxe stoffenhandel en hoedenmaker" met twee personeelsleden. In de daaropvolgende jaren breidde de winkel uit naar andere panden. De panden waren een mix van panden uit het uit het Victoriaanse tijdperk, waaronder de Victoria Arcade, een winkelgalerij, die door de winkel liep.
De winkel in Leeds werd in 1962 herbouwd in een modernistische stijl die typerend was voor die tijd. In september 1984 werd het bedrijf verkocht aan Clayform Properties Ltd, die het plan had de locatie te herontwikkelen. Er werd echter geen bouwvergunning verleend en in 1988 werd de winkel verkocht aan de warenhuisgroep House of Fraser, dat op dat moment in handen was van de gebroeders Al Fayed, die ook eigenaar waren van Harrods. Na de overname behield het warenhuis de naam Schofields.
In 1987 werd de winkel, die deteerde uit de jaren 1960, verbouwd, waarbij de omvang van het warenhuis verkleind werd en op de vrijkomende oppervlakte een aangrenzend winkelcentrum werd gecreëerd; het Schofields Centre. Tijdens de verbouwing werd het verhuisde het warenhuis tijdelijk naar de voormalige Woolworths-winkel op Briggate. 
Met de opening van het nieuwe Schofields in 1990 werd besloten dat de tijdelijke winkel aan Briggate behouden zou blijven en onder de naam Rackhams, een andere handelsnaam van House of Fraser, zou worden geëxploiteerd.  De nieuwe Schofields on the Headrow werd op 27 juli 1996 gesloten vanwege concurrentie van de andere House of Fraser-winkel aan Briggate en als gevolg van het consolideren van de handelsnamen die door House of Fraser werden gebruikt. De winkel aan Briggate werd omgedoopt tot House of Fraser. 

## Filialen
Schofields had ook een warenhuis aan James Street in Harrogate door de overname het warenhuis Cresta House van Debenhams. Dit filiaal huisvest anno 2024 het warenhuis Hoopers. In Skipton nam Schofields het warenhuis Ledgard & Wynn. Dit filiaal werd in 1986 gesloten. 
In Sheffield werd in 1972 het warenhuis Cockaines aan Angel Street overgenomen. De winkel in Sheffield werd in 1982 gesloten.